# Хіранума Кійтіро
Хіранума Кійтіро (яп. 平沼 騏一郎; нар. 28 вересня 1867, Цуяма — пом. 22 серпня 1952, Токіо) — японський політичний і державний діяч. Народився в сім'ї небагатого самурая. Генерал. Військовий злочинець.

## Біографія
У 1888 році закінчив Імператорський університет в Токіо. Направлений на роботу в Міністерство юстиції Японії. Прославився як борець з корупцією. Потім обіймав посади, послідовно: Голови Верховного суду Токіо, прокурора при Верховному суді Японії. У 1910 році обраний ректором Імператорського університету в Токіо. У 1911 віце-міністр Міністерства юстиції.
У 1920 році став віце-президентом Таємної ради. У 1921 році обраний Головою Верховного суду Японії. Голова націоналістичного Товариства державних основ.
У 1923 році він був призначений Міністром юстиції Японії і залишався на цій посаді до 1924 року. У 1924 році призначається головою Палати перів Японського парламенту. У 1936 році стає головою Таємної ради і залишається на цій посаді до 1939 року.
У 1939 році був обраний прем'єр-міністром Японії, але в цьому ж році йде у відставку. Потім недовгий час займає пост Міністра закордонних справ. Після, з 1940 по 1941 рік Міністр внутрішніх справ. Потім з 1945 року знову голова Таємної ради.
Після Другої світової війни, в 1946 році заарештований, засуджений на Токійському процесі на довічне ув'язнення. У 1952 році був амністований, але в цьому ж році помер.